# Nachal Ejn Dor
Nachal Ejn Dor (hebrejsky: נחל עין דור) je vádí v severním Izraeli, v Dolní Galileji.
Začíná v nadmořské výšce cca 200 metrů na východním okraji masivu Giv'at ha-More, nedaleko západního okraje vesnice Tamra. Na úpatí této hory se nachází pramen Ejn Dor (עין דור). Míjí archeologickou lokalitu Chirbet Cafcafot (חרבת צפצפות), jež navazuje na biblické město Én-dór, které zmiňuje Kniha Jozue 17,11 Jméno tohoto starověkého města se pak uchovalo v názvu arabské vesnice Indur, která zde stávala do roku 1948. Vádí pak směřuje k severu a vstupuje do rovinatého a zemědělsky využívaného údolí Bik'at Ksulot, které je severovýchodním výběžkem Jizre'elského údolí. Zde u pahorku Tel Kišjon pak ústí zprava do vádí Nachal Tavor.